# Brouwerij Sint-Jan

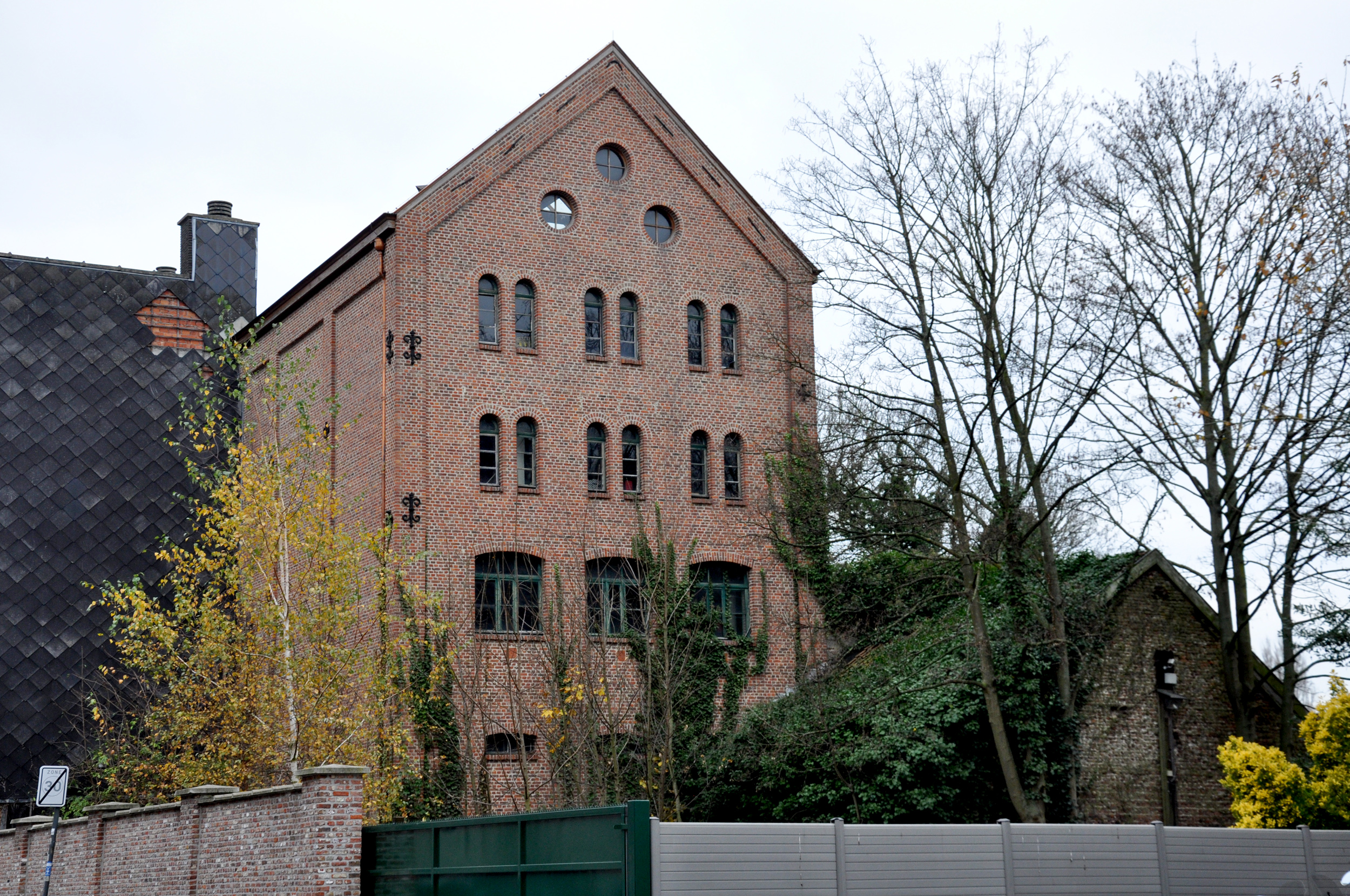
Zuidelijke puntgevel van het brouwerijgebouw

Brouwerij Sint-Jan ook wel Brouwerij Vermeulen is een voormalige brouwerij gelegen in de Stationstraat 1 te Beveren-Waas en was actief van rond 1890 tot 1957. De gebouwen zijn momenteel opgenomen in de inventaris van onroerend erfgoed. 

## Gebouwen
De gebouwen liggen rond een gekasseide binnenkoer. In het westen ligt de voormalige brouwerij in het noorden de voormalige mouterij. De bebouwing aan de oostzijde werd reeds afgebroken.
Het brouwgebouw bestaat uit vijf bouwlagen onder ene zadeldak met verschillende venstervormen waaronder steekbogen en rondbogen. De mouterij bestaat uit een gedeelte van 4 bouwlagen en een gedeelte van 3 bouwlagen onder ene zadeldak voorzien van een lier. Eveneens is de oude moutvloer bewaard. De technische installatie is niet meer aanwezig. 

## Bieren[1]
- Durton-Ale
- Extra Bruin
- Special